# أت درة سي
أت‌ درة سي هي قرية في مقاطعة مياندوآب، إيران. عدد سكان هذه القرية هو 121 في سنة 2006.